# Walk Me Home (canción de Pink)
«Walk Me Home» es una canción de la cantante estadounidense Pink, lanzada el 20 de febrero de 2019 a través de RCA Records como el primer sencillo para su próximo álbum de estudio Hurts 2B Human (2019). Pink anunció la canción y el álbum en su aparición en The Ellen DeGeneres Show el 6 de febrero de 2019.

## Antecedentes
La canción y el álbum fueron anunciados en su entrevista con el programa The Ellen DeGeneres Show, transmitido el 6 de febrero de 2019. Pink afirmó que la canción sería lanzada en febrero y su octavo álbum de estudio para el mes de abril de 2019. La cantante interpretó un pedazo de la canción a capela en la entrevista.
Pink mostró un fragmento de la canción en redes sociales, seguido del anuncio de la fecha de lanzamiento. La canción fue colocada para su stream en Spotify el 20 de febrero de 2019 y un vídeo lírico fue publicado en YouTube el mismo día.

## Lista de canciones
- Descarga digital — Streaming[6]

| N.º | Título         | Duración |  |
| 1.  | «Walk Me Home» | 2:57     |  |

## Historial de lanzamiento
| Región | Fecha                 | Formato                    | Discográfica | Ref. |
| ------ | --------------------- | -------------------------- | ------------ | ---- |
| Varios | 20 de febrero de 2019 | Descarga digital Streaming | RCA Records  |      |